# Sergio Solmi
Sergio Solmi (Rieti, 16 décembre 1899 – Milan, 7 octobre 1981) est un écrivain, poète et essayiste italien.

## Biographie
Né à Rieti, dans le Latium, Sergio Solmi suivit à l'âge de huit ans le déménagement de sa famille à Turin. Pendant ses années de lycée il eut comme professeur Attilio Momigliano. Il participa très jeune comme officier d'infanterie à la Première Guerre mondiale. Il étudia avec passion les grands auteurs de la littérature française (Montaigne, Rimbaud) et par-dessus tout les figures les plus représentatives de la littérature italienne contemporaine, en particulier Giacomo Leopardi. Dès 1916, il commença à contribuer à différentes revues. En 1922, il fonda à Turin la revue littéraire Primo Tempo avec Mario Gromo et Giacomo Debenedetti et, l'année suivante, il publia son premier recueil de poésies Comete.
À l'issue de ses études universitaires (où il obtint une licence en droit), il commença à travailler pour la Banque Commerciale Italienne comme avocat et conseiller juridique, occupation qu'il conservera toute sa vie. Dans le milieu culturel turinois de cette période, il fit la connaissance de Piero Gobetti dont il partageait les idéaux de liberté mûris dès l'instauration du régime fasciste. Poussé par le grand penseur turinois, Solmi commença à participer à sa revue politique La Rivoluzione liberale.
Dans les années 1940, Solmi participa activement à la Résistance ; à la suite de sa détention à la prison de San Vittore, il rédigea Aprile a San Vittore, une des expressions les plus intenses de la poésie des Partisans. Ces poèmes furent ensuite regroupés dans le Quaderno di Mario Rossetti.
Après la seconde guerre mondiale, Solmi dirigea la Rassegna d'Italia (fondée à Milan par Francesco Flora) et contribua à diverses revues : Il Baretti, Pegaso, Pan, Solaria. En 1948, il reçut le prix Saint-Vincent pour la poésie, et l'année suivante le prix Montparnasse. Il remporta le prix Viareggio à deux reprises : en 1963 pour Scrittori negli anni et en 1976 pour la Luna di Laforgue, et le prix Bagutta en 1973 pour Meditazione sullo scorpione. Il fut sociétaire de l'Académie des Lyncéens à partir de 1968.
Marié et père de deux enfants, il mourut des suites d'un accident domestique en 1981.
Avec Mario Praz, Emilio Cecchi et Giacomo Debenedetti, Sergio Solmi est l'un des « maîtres » auxquels Giovanni Macchia rend hommage dans Gli anni dell'attesa.

## Œuvres principales

### Poésie
- Comete, Turin, 1923 ;
- Fine di stagione, Lanciano, 1933 ;
- Poesie, Milan, 1950 ;
- Levania e altre poesie, Milan, 1956 ;
- Dal balcone, Milan, 1968 ;
- Poesie complete, Milan, 1974.

### Essais
- II pensiero di Alain, Milan, 1930 ;
- La salute di Montaigne e altri scritti di letteratura francese, Florence, 1942 ;
- Giacomo Leopardi, Milan-Naples, 1956 ;
- Scrittori negli anni, Milan, 1963 ;
- Scrìtti leopardiani, Milan, 1970 ;
- Meditazione sullo scorpione, Milan, 1972;
- Quaderno di traduzioni, Turin, 1969 et Quaderno di traduzioni, II, Milan, 1977;
- Poesie, meditazioni e ricordi, Milan, 1983;
- Studi et nuovi studi leopardiani, Milan, 1978.
- Études léopardiennes  (trad. Monique Baccelli), Paris, Allia, 1994, 240 p. (ISBN 2-904235-76-9 (édité erroné), BNF 35700899)
- La Santé de Montaigne  (trad. de l'italien, traduit de l'italien par Monique Baccelli), Paris, Allia, 1993, 3e éd., 72 p. (ISBN 2-911188-47-0)
- La Vie et la pensée de Leopardi  (trad. de l'italien par Monique Baccelli), Paris, Allia, 1993, 80 p. (ISBN 979-10-304-1154-6)

### Anthologie
- Le meraviglie del possibile, en collaboration avec Carlo Fruttero, Turin, 1959.

### Œuvres complètes
Sous la direction de Giovanni Pacchiano, presses Adelphi (Milan), 1983-...
- I. Poesie meditazioni e ricordi :
- tome 1. Poesie e versioni poetiche ;
- tome 2. Meditazioni e ricordi.
- II. Studi leopardiani (en appendice : Note su autori classici italiani e stranieri).
- III. La letteratura italiana contemporanea :
- tome 1. Scrittori negli anni (en appendice : Note e recensioni. Ritratti di autori contemporanei. Due interviste) ;
- tome 2. Scrittori critici e pensatori del Novecento (en appendice : Frammenti di estetica e Note su autori stranieri).
- IV. Saggi di letteratura francese :
- tomo 1. Il pensiero di Alain. La salute di Montaigne e altri saggi ;
- tomo 2. Saggio su Rimbaud. La luna di Laforgue e altri scritti.
- V. Letteratura e società. Saggi sul fantastico. La responsabilità della cultura. Scritti di argomento storico e politico.
- VI. Scritti sull’arte.

## Sources
- (it) Cet article est partiellement ou en totalité issu de l’article de Wikipédia en italien intitulé « Sergio Solmi » (voir la liste des auteurs).